# Matt McGinn

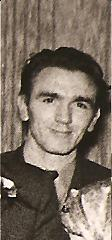
Matt McGinn

Matt McGinn (* 17. Januar 1928 in Glasgow; † 5. Januar 1977) war ein schottischer Folksänger-Songwriter, Buchautor, Schauspieler und Dichter. McGinn war ein sehr produktiver Songwriter und ist bekannt als eine einflussreiche Figur des „British Folk Music Revival“.

## Leben
Matthew McGinn wurde 1928 als Teil einer neunköpfigen Familie in der Ross Street an der Ecke Gallowgate in Calton, Glasgow, geboren. Mit 12 Jahren wurde er für zwei Jahre in ein Erziehungsheim geschickt. Nach dieser Zeit arbeitete er für GKN in einer Fabrik in Hillington, wobei er seine Freizeit mit Abendkursen und Lesen verbrachte. Im Alter von etwa 20 Jahren sicherte sich McGinn, nicht zuletzt durch sein enormes Wissen und seinen scharfsinnigen Verstand, zunehmend Anerkennung als charismatischer linkspolitischer Redner. Mit 31 Jahren erhielt er schließlich ein Gewerkschaftsstipendium, um Volkswirtschaftslehre und Politikwissenschaften am Ruskin College in Oxford zu studieren. Nach dem Abschluss besuchte er das Teacher’s Training College in Huddersfield, um Lehrer zu werden. Er arbeitete anschließend drei Jahre als Lehrer, bevor er der Organisator des Abenteuerspielplatzes in den Gorbals wurde.
McGinn trat der Folkszene bei, nachdem er einen Songcontest mit dem Lied The Foreman O’Rourke gewonnen hatte. 1961 traf er Pete Seeger, als dieser gerade über die britischen Inseln tourte. Seeger engagierte sich in den USA für McGinns Musik und verschaffte ihm die Möglichkeit, an einem Konzert in der Carnegie Hall teilzunehmen, wo er Bob Dylan traf. McGinns Musikkarriere begann während des Folkrevivals der 1960er Jahre, doch während andere sich hier vor allem an traditionellem Liedgut orientierten, fand McGinn seine eigene Nische als Humorist, Bühnenautor und Singer-Songwriter. Er war ein sehr produktiver Songschreiber, wobei er sich für große Teile seines Materials von seinen Lebenserfahrungen aus Glasgow inspirieren ließ. Er glaubte leidenschaftlich an den Umsturz des Kapitalismus, unterstützte viele Gewerkschaftskampagnen und stellte sich stets auf die Seite der Unterdrückten und Benachteiligten. Seine Aufführungen in Clubs und Konzerthallen erreichten hohe Popularität. Früheste Aufzeichnung von McGinn war im Jahr 1962, als er auf den Folkways Records „Revival in Britain Vol.1“ durch eine von Ewan MacColl zusammengestellte Kollektion, vorgestellt wurde. Außerdem war er neben Bob Dylan & Pete Seeger auf der „Broadside Ballads Vol. 1“ (veröffentlicht im Jahr 1963) zu hören. Lieder McGinn`s waren auch in der im Jahr 2000 veröffentlichten Compilation „The Best of Broadside 1962–1988“, die für einen „Grammy“ in der Kategorie „Bestes historisches Album“ 2001 nominiert wurde, inbegriffen.
Matt McGinn prägte das „Folk Song Revival“ der 60er Jahre in einzigartiger Manier. Er vereinte dabei dichterisches Talent, politisches Verständnis, viel Humor und einen reichen persönlichen Erfahrungsschatz – vor allem aus dem Umfeld der einfachen Leute Glasgows und Westschottlands – in einem umfassenden musikalischen Gesamtkunstwerk. Es war dabei niemals seine Absicht, als Singer/Songwriter gesehen zu werden, sondern in erster Linie seine Ideale und politischen Ansichten durch die Musik zu vermitteln.
Eine zeitgenössische Beschreibung McGinns als ein Geschichtsschreiber des einfachen Volkes erscheint sehr treffend. Mit Hilfe seiner vielseitigen Fähigkeiten und einer sensiblen Wahrnehmungsgabe hat McGinn eine Geschichte Schottlands, vor allem aber eine Geschichte Glasgows und des schottischen Westens, in Musik und Wort hinterlassen, die in dieser Form unerreicht geblieben ist.
McGinn schrieb außerdem Kinderlieder wie sein Little Ticks of Time, welches regelmäßig bei BBC im Kinderprogramm Play School (UK TV series) und dessen Ablegern wie Hokey Cokey gespielt wurde. Das Lied war auch Bestandteil in der 2011 veröffentlichten deutsch-französischen Filmproduktion „Eine Jugendliebe“ (Un amour de jeunesse), Regie: Mia Hansen-Løve.
Im Buch „McGinn of the Calton“, welches 1987 bei Glasgow District Libraries erschien, wurde eine große Fülle an Informationen zu Matt McGinn, sowie einige Songtexte und Musikstücke, von seiner Frau, Janette McGinn, zusammengetragen (ISBN 0 906169 15 1).
McGinns Songs werden von Folkmusikern aus Schottland und den USA noch immer auf Tribute-Konzerten gespielt. McGinn`s Songs wurden u. a. aufgezeichnet durch: Pete Seeger, The Weavers, Theodore Bikel, The Corries, Luke Kelly, Chinese Man, Ian Campbell Folk Group, Barry Dransfield, & Rachel Unthank and the Winterset.

## Diskografie
- 1966: Matt McGinn
- 1967: Matt McGinn Again
- 1968: The Boys From Lisbon
- 1968: I Have Seen The Highlands & I’ll Be Coming Home To Glasgow
- 1968: Honesty Is Out of The Fashion
- 1969: Little Ticks of Time
- 1969: The Matt McGinn Sampler
- 1971: Take Me Back To The Jungle
- 1972: Tinny Can On My Tail
- 1972: The Two Heided Man
- 1973: Magic Shadow Show
- 1974: The Two Heided Man Strikes Again
- 1975: Screwtops Are Falling On My Head
- 1975: Ma Wee Auntie Sarah & Granda
- 2007: Best of Matt McGinn